# Torna a 2010. évi nyári ifjúsági olimpiai játékokon
A 2010. évi nyári ifjúsági olimpiai játékokon a torna versenyeinek Szingapúrban a Bishan Sports Hall adott otthont, augusztus 16. és 25. között. Összesen 16 versenyszámot rendeztek.

## Éremtáblázat
Az egyes számoszlopok legmagasabb értéke, vagy értékei vastagítással kiemelve.
| A 2010. évi nyári ifjúsági olimpiai játékok éremtáblázata tornában | A 2010. évi nyári ifjúsági olimpiai játékok éremtáblázata tornában | A 2010. évi nyári ifjúsági olimpiai játékok éremtáblázata tornában | A 2010. évi nyári ifjúsági olimpiai játékok éremtáblázata tornában | A 2010. évi nyári ifjúsági olimpiai játékok éremtáblázata tornában | Olimpia  |
| ------------------------------------------------------------------ | ------------------------------------------------------------------ | ------------------------------------------------------------------ | ------------------------------------------------------------------ | ------------------------------------------------------------------ | -------- |
|                                                                    | Ország                                                             | Arany                                                              | Ezüst                                                              | Bronz                                                              | Összesen |
| 1.                                                                 | Oroszország (RUS)                                                  | 5                                                                  | 0                                                                  | 2                                                                  | 7        |
| 2.                                                                 | Kína (CHN)                                                         | 3                                                                  | 3                                                                  | 3                                                                  | 9        |
| 3.                                                                 | Ukrajna (UKR)                                                      | 3                                                                  | 2                                                                  | 0                                                                  | 5        |
| 4.                                                                 | Románia (ROU)                                                      | 1                                                                  | 2                                                                  | 0                                                                  | 3        |
| 5.                                                                 | Japán (JPN)                                                        | 1                                                                  | 1                                                                  | 2                                                                  | 4        |
|                                                                    | Nagy-Britannia (GBR)                                               | 1                                                                  | 1                                                                  | 0                                                                  | 2        |
| 7.                                                                 | Kuba (CUB)                                                         | 1                                                                  | 0                                                                  | 0                                                                  | 1        |
|                                                                    | Mongólia (MGL)                                                     | 1                                                                  | 0                                                                  | 0                                                                  | 1        |
|                                                                    |                                                                    |                                                                    |                                                                    |                                                                    |          |
| 9.                                                                 | Spanyolország (ESP)                                                | 0                                                                  | 2                                                                  | 2                                                                  | 4        |
| 10.                                                                | Olaszország (ITA)                                                  | 0                                                                  | 1                                                                  | 3                                                                  | 4        |
| 11.                                                                | Fehéroroszország (BLR)                                             | 0                                                                  | 2                                                                  | 0                                                                  | 2        |
| 12.                                                                | Egyiptom (EGY)                                                     | 0                                                                  | 1                                                                  | 0                                                                  | 1        |
|                                                                    | Törökország (TUR)                                                  | 0                                                                  | 1                                                                  | 0                                                                  | 1        |
|                                                                    |                                                                    |                                                                    |                                                                    |                                                                    |          |
| 14.                                                                | Ausztrália (AUS)                                                   | 0                                                                  | 0                                                                  | 1                                                                  | 1        |
|                                                                    | Kanada (CAN)                                                       | 0                                                                  | 0                                                                  | 1                                                                  | 1        |
|                                                                    | Németország (GER)                                                  | 0                                                                  | 0                                                                  | 1                                                                  | 1        |
|                                                                    | Svédország (SWE)                                                   | 0                                                                  | 0                                                                  | 1                                                                  | 1        |
|                                                                    |                                                                    |                                                                    |                                                                    |                                                                    |          |
| Összesen                                                           | Összesen                                                           | 16                                                                 | 16                                                                 | 16                                                                 | 48       |

## Érmesek

### Fiú szertorna
| Versenyszám                           | Arany                              | Arany  | Ezüst                             | Ezüst  | Bronz                                | Bronz  |
| ------------------------------------- | ---------------------------------- | ------ | --------------------------------- | ------ | ------------------------------------ | ------ |
| Összetett Döntő: augusztus 18., 18:00 | Yuya Kamoto · Japán (JPN)          | 86.350 | Oleg Stepko · Ukrajna (UKR)       | 85.350 | Xiaodong Zhu · Kína (CHN)            | 85.000 |
| Talaj Döntő: augusztus 21., 18:00     | Ernesto Vila Sarria · Kuba (CUB)   | 14.575 | Oleg Stepko · Ukrajna (UKR)       | 14.500 | Xiaodong Zhu · Kína (CHN)            | 14.300 |
| Korlát Döntő: augusztus 22., 19:25    | Oleg Stepko · Ukrajna (UKR)        | 14.400 | Andrei Muntean · Románia (ROU)    | 14.150 | Ludovico Edalli · Olaszország (ITA)  | 14.100 |
| Nyújtó Döntő: augusztus 22., 20:55    | Sam Oldham · Nagy-Britannia (GBR)  | 14.375 | Nestor Abad · Spanyolország (ESP) | 14.125 | Zhu Xiaodong · Kína (CHN)            | 14.100 |
| Lólengés Döntő: augusztus 21., 19:25  | Oleg Stepko · Ukrajna (UKR)        | 13.950 | Sam Oldham · Nagy-Britannia (GBR) | 13.925 | Daniil Kazachkov · Oroszország (RUS) | 13.550 |
| Gyűrű Döntő: augusztus 21., 20:55     | Andrei Muntean · Románia (ROU)     | 14.350 | Yuya Kamoto · Japán (JPN)         | 14.200 | Nestor Abad · Spanyolország (ESP)    | 14.150 |
| Ugrás Döntő: augusztus 22., 18:00     | Ganbat Erdenebold · Mongólia (MGL) | 15.662 | Ferhat Arıcan · Törökország (TUR) | 15.650 | Nestor Abad · Spanyolország (ESP)    | 15.450 |

### Lány szertorna
| Versenyszám                                | Arany                               | Arany  | Ezüst                                | Ezüst  | Bronz                                | Bronz  |
| ------------------------------------------ | ----------------------------------- | ------ | ------------------------------------ | ------ | ------------------------------------ | ------ |
| Összetett Döntő: augusztus 19., 18:00      | Viktoria Komova · Oroszország (RUS) | 61.250 | Sixin Tan · Kína (CHN)               | 58.500 | Carlotta Ferlito · Olaszország (ITA) | 55.350 |
| Gerenda Döntő: augusztus 22., 18:50        | Tan Sixin · Kína (CHN)              | 15.550 | Carlotta Ferlito · Olaszország (ITA) | 14.825 | Angela Donald · Ausztrália (AUS)     | 14.450 |
| Talaj Döntő: augusztus 22., 20:25          | Tan Sixin · Kína (CHN)              | 14.525 | Diana Bulimar · Románia (ROU)        | 14.325 | Viktoria Komova · Oroszország (RUS)  | 14.175 |
| Felemás korlát Döntő: augusztus 21., 20:25 | Viktoria Komova · Oroszország (RUS) | 14.525 | Sixin Tan · Kína (CHN)               | 14.125 | Jonna Adlerteg · Svédország (SWE)    | 13.550 |
| Ugrás Döntő: augusztus 21., 18:50          | Viktoria Komova · Oroszország (RUS) | 15.312 | Maria Vargas · Spanyolország (ESP)   | 13.800 | Carlotta Ferlito · Olaszország (ITA) | 13.700 |

### Ritmikus gimnasztika
| Versenyszám                        | Arany                                   | Arany   | Ezüst                                  | Ezüst   | Bronz                                        | Bronz  |
| ---------------------------------- | --------------------------------------- | ------- | -------------------------------------- | ------- | -------------------------------------------- | ------ |
| Egyéni Döntő: augusztus 25., 13:30 | Alexandra Merkulova · Oroszország (RUS) | 103.500 | Aryna Sharapa · Fehéroroszország (BLR) | 100.400 | Jana Berezko-Marggrander · Németország (GER) | 98.875 |
| Csapat Döntő: augusztus 25., 18:00 | Oroszország (RUS)                       | 52.350  | Egyiptom (EGY)                         | 45.275  | Kanada (CAN)                                 | 43.425 |

### Trambulin
| Versenyszám                      | Arany                           | Arany  | Ezüst                                          | Ezüst  | Bronz                         | Bronz  |
| -------------------------------- | ------------------------------- | ------ | ---------------------------------------------- | ------ | ----------------------------- | ------ |
| Fiú Döntő: augusztus 20., 19:10  | Oleksandr Satin · Ukrajna (UKR) | 41.000 | Yuxiang He · Kína (CHN)                        | 40.700 | Ginga Munetomo · Japán (JPN)  | 40.000 |
| Lány Döntő: augusztus 20., 14:40 | Yu Dong · Kína (CHN)            | 39.900 | Sviatlana Makshtarova · Fehéroroszország (BLR) | 37.700 | Chisato Doihata · Japán (JPN) | 61.250 |